# Glee: The Music, Volume 1
Glee: The Music, Volume 1 är ett soundtrack från den amerikanska tv-serien Glee, innehållande låtar från de nio första avsnitten av den första säsongen. Albumet släpptes den 2 november 2009 och har blivit certifierad som platina i Australien, Kanada och Storbritannien. Den certifierades som guld i USA.

## Utveckling
Glee debuterade i USA på TV-kanalen Fox Network den 19 maj 2009. Seriens skapare Ryan Murphy planerade att inkludera fem till åtta produktion nummer per avsnitt, i hopp att kunna släppa soundtracks månadsvis. Under veckan före sändningen av pilotavsnittet, uppgav Murphy att sju olika skivbolag lämnat anbud på rättigheterna till seriens första soundtrack. Utmanarna minskades ner till fyra, och Fox valde i slutändan ett skivkontrakt med Columbia Records, som en följd av Peter Stringers tro att Glee skulle bli en framgång. 
Murphy är ansvarig för att välja alla låtarna som skådespelarna gör covers på och strävar efter att bibehålla en balans mellan att show tunes och hitlåtar. När Murphy väljer ut en sång tas rättigheterna bort och musikproducenten Adam Anders ordnar om den för Glee Cast. Neil Diamond hade en viss motvilja över att ge licens för låten "Sweet Caroline" till TV-programmet. Bloom lyckades övertala honom att ändra sitt beslut, och Diamond gick vidare till att även ge licensen till hans låt "Hello Again" för användning i TV-programmet vid ett senare tillfälle.  

## Tracklista
| Nr  | Titel                                         | Kompositör                                                                                      | Original artist(er)              | Längd |
| --- | --------------------------------------------- | ----------------------------------------------------------------------------------------------- | -------------------------------- | ----- |
| 1.  | Don't Stop Believin'                          | Jonathan Cain, Steve Perry, Neal Schon                                                          | Journey                          | 3:50  |
| 2.  | Can't Fight This Feeling                      | Kevin Cronin                                                                                    | REO Speedwagon                   | 3:29  |
| 3.  | Gold Digger                                   | Kanye West, Ray Charles, Renald Richard                                                         | Kanye West feat. Jamie Foxx      | 3:00  |
| 4.  | Take a Bow                                    | Ne-Yo, Tor Erik Hermansen, Mikkel Storleer Eriksen                                              | Rihanna                          | 3:35  |
| 5.  | Bust Your Windows                             | Jazmine Sullivan, Salaam Remi, DeAndre Way                                                      | Jazmine Sullivan                 | 4:19  |
| 6.  | Taking Chances                                | Kara DioGuardi, David A. Stewart                                                                | Céline Dion                      | 3:55  |
| 7.  | Alone (featuring Kristin Chenoweth)           | Billy Steinberg, Tom Kelly                                                                      | Heart                            | 3:40  |
| 8.  | Maybe This Time (featuring Kristin Chenoweth) | John Kander, Fred Ebb                                                                           | Liza Minnelli i filmen Cabaret   | 2:57  |
| 9.  | Somebody to Love                              | Freddie Mercury                                                                                 | Queen                            | 4:43  |
| 10. | Hate on Me                                    | Jill Scott, Adam Blackstone, Steve McKie                                                        | Jill Scott                       | 3:30  |
| 11. | No Air                                        | James Fauntleroy II, Eric Griggs, Harvey Mason, Jr., Damon Thomas, Steve Russell, Michael Scala | Jordin Sparks & Chris Brown      | 4:23  |
| 12. | You Keep Me Hangin' On                        | Holland-Dozier-Holland                                                                          | The Supremes                     | 2:40  |
| 13. | Keep Holding On                               | Avril Lavigne, Lukasz Gottwald                                                                  | Avril Lavigne                    | 4:04  |
| 14. | Bust a Move                                   | Marvin Young, Matt Dike, Michael Ross                                                           | Young MC                         | 4:24  |
| 15. | Sweet Caroline                                | Neil Diamond                                                                                    | Neil Diamond                     | 1:58  |
| 16. | Dancing with Myself                           | Billy Idol, Tony James                                                                          | Generation X / Billy Idol        | 3:10  |
| 17. | Defying Gravity                               | Stephen Schwartz                                                                                | Idina Menzel & Kristin Chenoweth | 2:21  |

| 18. | I Say a Little Prayer | Burt Bacharach, Hal David | Dionne Warwick | 1:40 |

| 18. | I Wanna Sex You Up            | Dr. Freeze                       | Color Me Badd                          | 2:06 |
| 19. | I Could Have Danced All Night | Frederick Loewe, Alan Jay Lerner | Julie Andrews i musikalen My Fair Lady | 1:23 |
| 20. | Leaving on a Jet Plane        | John Denver                      | John Denver                            | 4:03 |

| 18. | Take a Bow (Glee Cast karaoke version)       | Ne-Yo, T.E. Hermansen, M.S. Eriksen | Rihanna                     | 3:35 |
| 19. | Gold Digger (Glee Cast karaoke version)      | West, Charles, Richard              | Kanye West feat. Jamie Foxx | 3:00 |
| 20. | Somebody to Love (Glee Cast karaoke version) | Mercury                             | Queen                       | 4:43 |

## Topplistor och certifieringar

### Topplistor
| Lista (2009)             | Topplacering |
| ------------------------ | ------------ |
| Australian Albums Chart  | 3            |
| Canadian Albums Chart    | 4            |
| Mexican Albums Chart     | 37           |
| New Zealand Albums Chart | 8            |
| US Billboard 200         | 4            |
| Lista (2010)             | Topplacering |
| Irish Albums Chart       | 1            |
| Spanish Albums Chart     | 69           |
| UK Albums Chart          | 1            |

### Certifieringar
| Land           | Certifiering |
| -------------- | ------------ |
| Australien     | Platina      |
| Kanada         | Platina      |
| Nya Zeeland    | Platina      |
| Storbritannien | Platina      |
| USA            | Guld         |